# Aeropuerto de Basilea-Mulhouse-Friburgo
El Aeropuerto de Basilea-Mulhouse-Friburgo (en alemán: Flughafen Basel-Mülhausen-Freiburg) (código IATA: BSL para Basilea en el lado suizo, MLH para Mulhouse en el lado francés y EAP para Euroairport - código ICAO: LFSB) está situado en el municipio de Saint-Louis al sur de la región de Alsacia en Francia. El aeropuerto sirve a las regiones de Basilea en Suiza, Mulhouse en Francia y en menor medida a la región de Friburgo en Alemania. También es llamado EuroAirport (EuroAeropuerto) por ser un aeropuerto transfronterizo. 

## Historia
El aeropuerto de Basilea-Mulhouse fue inaugurado el 8 de mayo de 1946 después de solo dos meses de trabajos. El proyecto había sido elaborado durante los años de la Segunda Guerra Mundial. Francia facilitó los terrenos y Suiza construyó las pistas y los edificios.

## Estatus
El aeropuerto de Basilea-Mulhouse, en su concepción, es el primer aeropuerto en el mundo enteramente binacional. El aeropuerto está partido en dos: una parte francesa, considerada como la parte del espacio de Schengen, y la otra, que es la que sirve a los suizos; en esta última parte se encuentra una zona aduanera, que está unida con la ciudad de Basilea por una carretera especial, pero esta aduana se eliminó en 2004 cuando Suiza se integró al espacio Schengen. El consejo administrativo está compuesto por ocho miembros franceses, ocho miembros suizos y dos representantes alemanes.

## Compañías aéreas del EuroAirport
- African Safari Airways
- Air Algérie
- Air Arabia Maroc
- Air France
- Air Transat
- Austrian Airlines
- British Airways
- Brussels Airlines
- Bulgarian Air Charter
- CityJet
- Danube Wings
- EasyJet
- FedEx
- Hapag-Lloyd Flug
- Hello
- Iberia
- Iceland Express
- Lufthansa
- Luxair
- Pegasus Airlines
- Ryanair
- Scandinavian Airlines System
- SunExpress
- Swiss International Air Lines
- TAP Portugal
- Turkish Airlines
- Twin Jet
- Turkish Airlines
- Twin Jet
- Wizzair
- Vueling

## Aerolíneas y destinos

### Destinos internacionales
| Ciudades por países    | Nombre del aeropuerto                                           | Aerolíneas                                                                                         |
| África                 | África                                                          | África                                                                                             |
| ---------------------- | --------------------------------------------------------------- | -------------------------------------------------------------------------------------------------- |
| Argelia                |                                                                 | |
| Argel                  | Aeropuerto Internacional Houari Boumedienne                     | Air Algérie / ASL Airlines France (estacional)                                                     |
| Constantina            | Aeropuerto Internacional Mohamed Boudiaf                        | Air Algérie / ASL Airlines France (estacional)                                                     |
| Orán                   | Aeropuerto de Orán Es Sénia                                     | ASL Airlines France (estacional)                                                                   |
| Egipto                 |                                                                 | |
| Hurgada                | Aeropuerto Internacional de Hurghada                            | Air Cairo / EasyJet                                                                                |
| Marruecos              |                                                                 | |
| Agadir                 | Aeropuerto de Agadir-Al Massira                                 | EasyJet                                                                                            |
| Casablanca             | Aeropuerto Internacional Mohammed V                             | Air Arabia                                                                                         |
| Marrakech              | Aeropuerto de Marrakech-Menara                                  | EasyJet                                                                                            |
| Rabat                  | Aeropuerto de Rabat-Salé                                        | Air Arabia                                                                                         |
| Tánger                 | Aeropuerto de Tánger-Ibn Battuta                                | EasyJet (estacional) (inicia el 11 de noviembre de 2025)                                           |
| Túnez                  |                                                                 | |
| Enfidha                | Aeropuerto Internacional Enfidha-Hammamet                       | EasyJet                                                                                            |
| Túnez                  | Aeropuerto Internacional de Túnez-Cartago                       | Nouvelair                                                                                          |
| Yerba                  | Aeropuerto Internacional de Yerba-Zarzis                        | EasyJet (estacional) / Nouvelair (estacional)                                                      |
| América del Norte      |                                                                 | |
| Canadá                 |                                                                 | |
| Montreal               | Aeropuerto Internacional Pierre Elliott Trudeau                 | Air Transat (estacional)                                                                           |
| Asia                   |                                                                 | |
| Chipre                 |                                                                 | |
| Lárnaca                | Aeropuerto Internacional de Lárnaca                             | EasyJet                                                                                            |
| EAU                    |                                                                 | |
| Dubái                  | Aeropuerto Internacional de Dubái                               | Flydubai                                                                                           |
| Israel                 |                                                                 | |
| Tel Aviv               | Aeropuerto Internacional Ben Gurión                             | Arkia / EasyJet / Israir                                                                           |
| Turquía                |                                                                 | |
| Ankara                 | Aeropuerto Internacional Esenboğa                               | Pegasus Airlines (estacional)                                                                      |
| Antalya                | Aeropuerto de Antalya                                           | Corendon Airlines (estacional) / EasyJet (estacional) / Pegasus Airlines (estacional) / SunExpress |
| Esmirna                | Aeropuerto de Esmirna-Adnan Menderes                            | SunExpress                                                                                         |
| Estambul               | Aeropuerto Internacional de Estambul                            | Turkish Airlines                                                                                   |
| Estambul               | Aeropuerto Internacional Sabiha Gökçen                          | AJet / Pegasus Airlines                                                                            |
| Gaziantep              | Aeropuerto de Gaziantep                                         | SunExpress (estacional)                                                                            |
| Kayseri                | Aeropuerto de Kayseri                                           | SunExpress (estacional)                                                                            |
| Europa                 |                                                                 | |
| Albania                |                                                                 | |
| Tirana                 | Aeropuerto Internacional Madre Teresa                           | Wizz Air                                                                                           |
| Alemania               |                                                                 | |
| Berlín                 | Aeropuerto de Berlín-Brandeburgo Willy Brandt                   | EasyJet                                                                                            |
| Fráncfort del Meno     | Aeropuerto de Fráncfort del Meno                                | Air Dolomiti / Lufthansa                                                                           |
| Hamburgo               | Aeropuerto de Hamburgo                                          | EasyJet                                                                                            |
| Múnich                 | Aeropuerto Internacional de Múnich-Franz Josef Strauss          | Lufthansa                                                                                          |
| Austria                |                                                                 | |
| Viena                  | Aeropuerto de Viena-Schwechat                                   | Austrian Airlines / EasyJet (estacional) (reinicia el 15 de noviembre de 2025)                     |
| Bosnia y Herzegovina   |                                                                 | |
| Bania Luka             | Aeropuerto Internacional de Bania Luka                          | Wizz Air                                                                                           |
| Tuzla                  | Aeropuerto Internacional de Tuzla                               | Wizz Air                                                                                           |
| Bulgaria               |                                                                 | |
| Sofía                  | Aeropuerto de Sofía                                             | Wizz Air                                                                                           |
| Croacia                |                                                                 | |
| Dubrovnik              | Aeropuerto de Dubrovnik                                         | EasyJet (estacional)                                                                               |
| Pula                   | Aeropuerto de Pula                                              | EasyJet (estacional)                                                                               |
| Split                  | Aeropuerto de Split                                             | EasyJet (estacional)                                                                               |
| Zadar                  | Aeropuerto de Zadar                                             | EasyJet (estacional)                                                                               |
| Zagreb                 | Aeropuerto de Zagreb-Franjo Tuđman                              | Ryanair                                                                                            |
| Dinamarca              |                                                                 | |
| Copenhague             | Aeropuerto de Copenhague-Kastrup                                | EasyJet / Norwegian (estacional)                                                                   |
| Eslovaquia             |                                                                 | |
| Bratislava             | Aeropuerto de Bratislava-Milan Rastislav Štefánik               | Wizz Air (inicia el 16 de diciembre de 2025)                                                       |
| España                 |                                                                 | |
| Alicante               | Aeropuerto de Alicante-Elche                                    | EasyJet                                                                                            |
| Barcelona              | Aeropuerto de Barcelona–El Prat                                 | EasyJet / Vueling                                                                                  |
| Bilbao                 | Aeropuerto de Bilbao                                            | EasyJet                                                                                            |
| Fuerteventura          | Aeropuerto de Fuerteventura                                     | EasyJet                                                                                            |
| Gran Canaria           | Aeropuerto de Gran Canaria                                      | EasyJet                                                                                            |
| Ibiza                  | Aeropuerto de Ibiza                                             | EasyJet (estacional)                                                                               |
| Lanzarote              | Aeropuerto de Lanzarote                                         | EasyJet                                                                                            |
| La Palma               | Aeropuerto de La Palma                                          | EasyJet (estacional)                                                                               |
| Madrid                 | Aeropuerto de Madrid-Barajas                                    | EasyJet                                                                                            |
| Málaga                 | Aeropuerto de Málaga-Costa del Sol                              | EasyJet                                                                                            |
| Menorca                | Aeropuerto de Menorca                                           | EasyJet (estacional)                                                                               |
| Palma de Mallorca      | Aeropuerto de Palma de Mallorca                                 | Condor (estacional) / EasyJet / Eurowings (estacional)                                             |
| Santiago de Compostela | Aeropuerto de Santiago de Compostela                            | EasyJet                                                                                            |
| Sevilla                | Aeropuerto de Sevilla                                           | EasyJet                                                                                            |
| Tenerife               | Aeropuerto de Tenerife Sur                                      | EasyJet                                                                                            |
| Valencia               | Aeropuerto de Valencia                                          | EasyJet                                                                                            |
| Francia                |                                                                 | |
| Ajaccio                | Aeropuerto de Ajaccio-Napoleón Bonaparte                        | EasyJet (estacional)                                                                               |
| Bastia                 | Aeropuerto de Bastia-Poretta                                    | EasyJet (estacional)                                                                               |
| Biarritz               | Aeropuerto de Biarritz–País Vasco                               | EasyJet (estacional)                                                                               |
| Burdeos                | Aeropuerto de Burdeos-Mérignac                                  | EasyJet                                                                                            |
| Calvi                  | Aeropuerto de Calvi Sainte-Catherine                            | EasyJet (estacional)                                                                               |
| Figari                 | Aeropuerto de Figari-Sud Corse                                  | EasyJet (estacional)                                                                               |
| Montpellier            | Aeropuerto de Montpellier-Méditerranée                          | EasyJet                                                                                            |
| Nantes                 | Aeropuerto de Nantes Atlantique                                 | EasyJet                                                                                            |
| Niza                   | Aeropuerto Internacional de Niza-Costa Azul                     | EasyJet                                                                                            |
| París                  | Aeropuerto de París-Charles de Gaulle                           | Air France                                                                                         |
| Toulouse               | Aeropuerto de Toulouse-Blagnac                                  | EasyJet                                                                                            |
| Grecia                 |                                                                 | |
| Atenas                 | Aeropuerto Internacional Eleftherios Venizelos                  | EasyJet                                                                                            |
| Corfú                  | Aeropuerto Internacional de Corfú-Ioannis Kapodistrias          | EasyJet (estacional)                                                                               |
| Cos                    | Aeropuerto Internacional de Kos-Hipócrates                      | EasyJet (estacional)                                                                               |
| Heraclión              | Aeropuerto Internacional de Heraclión Nikos Kazantzakis         | Corendon Airlines (estacional) / EasyJet (estacional)                                              |
| La Canea               | Aeropuerto Internacional de La Canea                            | EasyJet (estacional)                                                                               |
| Rodas                  | Aeropuerto Internacional de Rodas-Diágoras                      | EasyJet (estacional)                                                                               |
| Salónica               | Aeropuerto Internacional Macedonia                              | EasyJet (estacional)                                                                               |
| Scíathos               | Aeropuerto Internacional de Scíathos - Alexandros Papadiamantis | EasyJet (estacional)                                                                               |
| Hungría                |                                                                 | |
| Budapest               | Aeropuerto de Budapest-Ferenc Liszt                             | EasyJet / Wizz Air                                                                                 |
| Italia                 |                                                                 | |
| Bari                   | Aeropuerto de Bari-Palese                                       | EasyJet (estacional)                                                                               |
| Brindisi               | Aeropuerto de Brindisi                                          | EasyJet                                                                                            |
| Cagliari               | Aeropuerto de Cagliari-Elmas                                    | EasyJet                                                                                            |
| Catania                | Aeropuerto de Catania-Fontanarossa                              | EasyJet                                                                                            |
| Lamezia Terme          | Aeropuerto Internacional de Lamezia Terme                       | EasyJet                                                                                            |
| Nápoles                | Aeropuerto de Nápoles-Capodichino                               | EasyJet                                                                                            |
| Olbia                  | Aeropuerto de Olbia-Costa Smeralda                              | EasyJet (estacional)                                                                               |
| Palermo                | Aeropuerto de Palermo-Punta Raisi                               | EasyJet                                                                                            |
| Rímini                 | Aeropuerto de Rímini                                            | EasyJet (estacional)                                                                               |
| Roma                   | Aeropuerto de Roma-Fiumicino                                    | EasyJet                                                                                            |
| Venecia                | Aeropuerto Internacional Marco Polo                             | EasyJet                                                                                            |
| Irlanda                |                                                                 | |
| Dublín                 | Aeropuerto de Dublín                                            | Ryanair                                                                                            |
| Islandia               |                                                                 | |
| Reikiavik              | Aeropuerto de Reikiavik                                         | EasyJet (estacional)                                                                               |
| Kosovo                 |                                                                 | |
| Pristina               | Aeropuerto Internacional de Priština                            | Chair Airlines / EasyJet / Enter Air / GP Aviation                                                 |
| Malta                  |                                                                 | |
| La Valeta              | Aeropuerto Internacional de Malta                               | EasyJet                                                                                            |
| Macedonia del Norte    |                                                                 | |
| Ohrid                  | Aeropuerto de Ohrid San Pablo Apóstol                           | Wizz Air (inicia el 27 de octubre de 2025)                                                         |
| Skopie                 | Aeropuerto de Skopie                                            | Wizz Air                                                                                           |
| Noruega                |                                                                 | |
| Oslo                   | Aeropuerto de Oslo-Gardermoen                                   | Norwegian (estacional)                                                                             |
| Países Bajos           |                                                                 | |
| Ámsterdam              | Aeropuerto de Ámsterdam-Schiphol                                | EasyJet / KLM                                                                                      |
| Polonia                |                                                                 | |
| Breslavia              | Aeropuerto de Breslavia-Copérnico                               | Wizz Air                                                                                           |
| Cracovia               | Aeropuerto de Cracovia-Juan Pablo II                            | EasyJet / Wizz Air                                                                                 |
| Varsovia               | Aeropuerto de Varsovia-Chopin                                   | Wizz Air                                                                                           |
| Portugal               |                                                                 | |
| Faro                   | Aeropuerto de Faro                                              | EasyJet                                                                                            |
| Funchal                | Aeropuerto de Madeira                                           | EasyJet                                                                                            |
| Lisboa                 | Aeropuerto de Lisboa                                            | EasyJet                                                                                            |
| Oporto                 | Aeropuerto de Oporto-Francisco Sá Carneiro                      | EasyJet                                                                                            |
| Reino Unido            |                                                                 | |
| Brístol                | Aeropuerto Internacional de Brístol                             | EasyJet                                                                                            |
| Edimburgo              | Aeropuerto de Edimburgo                                         | EasyJet                                                                                            |
| Londres                | Aeropuerto de Londres-Gatwick                                   | EasyJet                                                                                            |
| Londres                | Aeropuerto de Londres-Heathrow                                  | British Airways                                                                                    |
| Londres                | Aeropuerto de Londres-Luton                                     | EasyJet                                                                                            |
| Londres                | Aeropuerto de Londres-Stansted                                  | Ryanair                                                                                            |
| Mánchester             | Aeropuerto de Mánchester                                        | EasyJet                                                                                            |
| República Checa        |                                                                 | |
| Praga                  | Aeropuerto de Praga                                             | EasyJet                                                                                            |
| Rumania                |                                                                 | |
| Bucarest               | Aeropuerto de Bucarest-Băneasa                                  | Wizz Air (inicia el 26 de octubre de 2025)                                                         |
| Cluj-Napoca            | Aeropuerto de Cluj-Napoca                                       | Wizz Air                                                                                           |
| Iași                   | Aeropuerto Internacional de Iași                                | Wizz Air                                                                                           |
| Sibiu                  | Aeropuerto Internacional de Sibiu                               | Wizz Air                                                                                           |
| Timișoara              | Aeropuerto Internacional de Timişoara-Traian Vuia               | Wizz Air (inicia el 14 de octubre de 2025)                                                         |
| Serbia                 |                                                                 | |
| Belgrado               | Aeropuerto de Belgrado-Nikola Tesla                             | Wizz Air                                                                                           |
| Niš                    | Aeropuerto Constantino el Grande de Niš                         | Wizz Air                                                                                           |

## Estadísticas

Un servicio de bus conecta con los Ferrocarriles Federales Suizos.

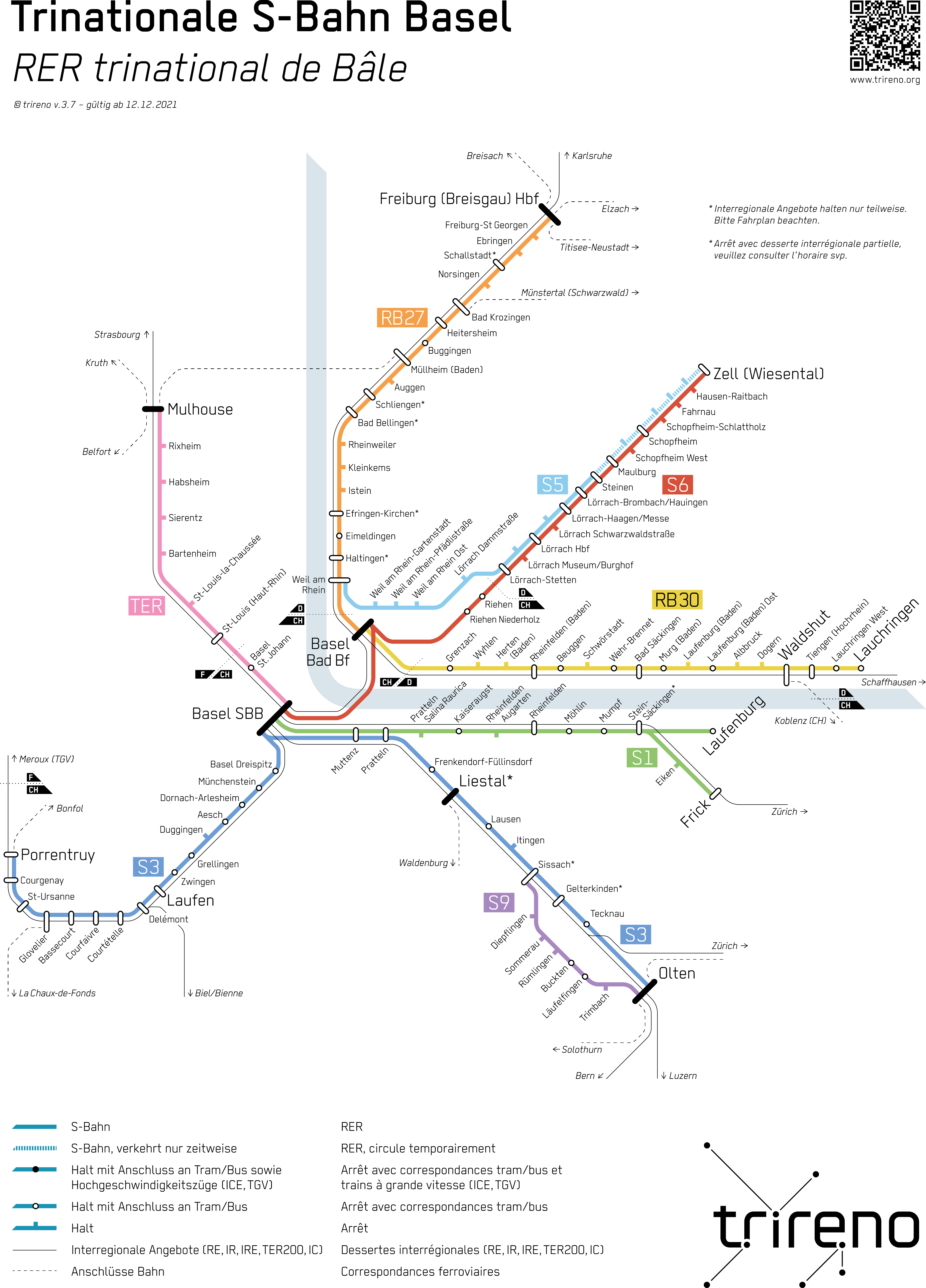
O con el S-Bahn de Basilea.

O con el TER Grand Est.

Ver fuente y consulta Wikidata.